# Geografia humanista
A geografia humanista é a corrente da geografia que pesquisa as experiências das pessoas e grupos em relação ao espaço com o fim de entender seus valores e comportamentos. Alguns autores preferem designá-la geografia humanística, pois argumentam que, como todos os trabalhos de geografia humana enfocam comportamentos do homem, aquela expressão serve para enfatizar que o objetivo dos geógrafos humanistas é pesquisar os elementos mais particularmente humanos da relação dos homens com o espaço e o ambiente, que são os valores, crenças, símbolos e atitudes.
A geografia humanista surgiu em meados dos anos 1960 e ganhou força a partir da década seguinte, sob influência da fenomenologia e de várias outras correntes epistemológicas ligadas ao humanismo. Três dos mais importantes autores para a origem e desenvolvimento da perspectiva humanista da geografia são Yi-Fu Tuan, Anne Buttimer e Armand Frémont.
Na visão dos geógrafos dessa corrente, como Tuan, se as abordagens humanistas da ciência procuram ser meios de autoconhecimento para o homem, a contribuição particular da geografia nesse trabalho está na pesquisa dos  muitos tipos de percepção, valores e atitudes relativos ao espaço e à natureza. Nesse sentido, dois conceitos fundamentais da geografia humanista são os de espaço vivido e de  lugar. 